# Чогур
Чогур (азерб. Çoğur; груз. ჩონგური) — струнний музичний інструмент, популярний в XII–XVI століттях на Кавказі, в Ірані та Анатолії, у суфійських обрядах, меджлісах дервішів та ашугів.

## Етимологія
Назва «чогур» походить від тюркського слова «чагир» (у перекладі — «клич, звертайся»). Тобто слово означає «музичний інструмент, призначений для того, щоб звертатися до Бога (Аллаха)». Пізніше слово прийняло таку фонетичну форму, як «чогур».

## Згадування
У старовину чогур, судячи з різних історичних джерел застосовувався як військовий музичний інструмент для підняття бойового духу у воїнів. У літописі «Чаханараї-Шах Ісмаїл Сефеві», яка оповідає про початок XVI століття, йдеться:
|  | «...В передній частині успішно просуваючої армії грали чукурі і співали турки-варсаги для підняття бойового духу воїнів» |

.
Алі Реза Ялчин у своїй праці «Епоха туркменів на Півдні», розповідає про 9 струн, 15 ладів і прекрасному тембрі чогура. Судячи з історичних фактів можна зробити висновок про те, що в XII–XIII століттях на зміну гопузу прийшов чогур, а у XV–XVI століттях на зміну останньому прийшов саз. Деякі різновиди чогура, що мали поширення на Кавказі, а також серед іракських туркменів дійшли до наших днів.

## Будова та виготовлення

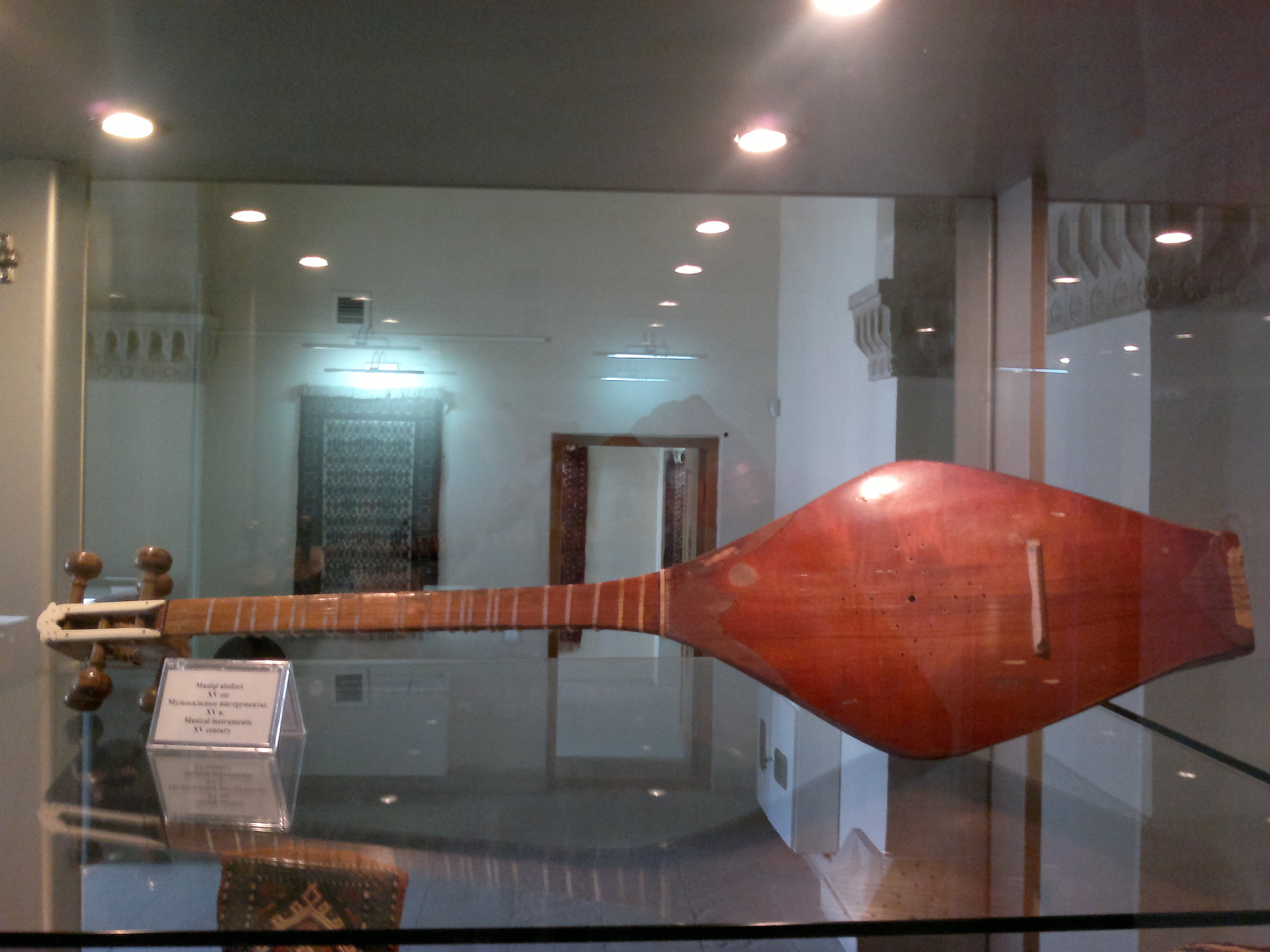
Чогур XV століття, виставлений у палаці Ширваншахів. Баку, Азербайджан

Чогур, що зберігається у фонді Музею історії Азербайджану, має три парні струни і 22 лади. Корпус методом складання виготовляється з шовковиці. Верх корпусу має дерев'яне покриття товщиною 4 мм. Шийка і головка інструменту виготовлені з горіха, кілочки з груші. З боків корпусу просвердлені два резонаторні отвори і декілька отворів є на верхній деці.
- Довжина 880 мм
- Довжина корпусу — 400 мм
- Ширина — 225 мм
- Висота — 140 мм .
- Кількість ладів на грифі — 22.
- Діапазон чогура — від «до» малої октави до «соль» другої октави.

Чогур може використовуватися як сольний та ансамблевий інструмент.